# Debate evolutivo em Oxford de 1860

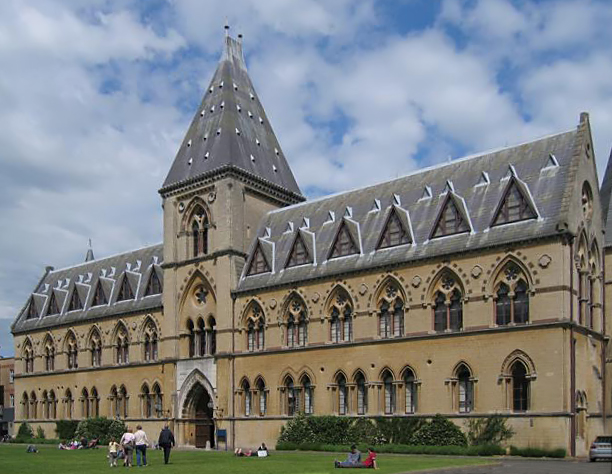
O debate ocorreu no Oxford University Museum of Natural History.

O Debate sobre a evolução em Oxford em 1860 aconteceu no Museu da Universidade de Oxford em Oxford, Inglaterra, em 7 de julho de 1860, sete meses após a publicação de On the Origin of Species, de Charles Darwin. Vários cientistas e filósofos britânicos proeminentes participaram, incluindo Thomas Henry Huxley, o bispo Samuel Wilberforce, Benjamin Brodie, Joseph Dalton Hooker e Robert FitzRoy.
O evento frequentemente é conhecido como debate Huxley–Wilberforce ou debate Wilberforce–Huxley, embora essa descrição seja um pouco equivocada. Não foi um debate formal entre os dois, mas sim uma discussão acalorada após a apresentação de um artigo por John William Draper, da New York University, sobre o desenvolvimento intelectual da Europa em relação à teoria de Darwin (um dentre vários trabalhos científicos apresentados ao longo da semana como parte do encontro anual da Associação Britânica). Embora Huxley e Wilberforce não tenham sido os únicos a participar da discussão, os relatos indicam que ambos foram as figuras centrais.
Hoje em dia, o debate é mais lembrado pela troca de farpas em que, supostamente, Wilberforce perguntou a Huxley se ele reivindicava sua descendência de um macaco por parte do avô ou da avó. Diz-se que Huxley teria respondido que não se envergonharia de ter um macaco como ancestral, mas se envergonharia de estar associado a um homem que usasse seus grandes talentos para obscurecer a verdade. Contudo, o que efetivamente foi dito por Huxley e Wilberforce é incerto, e relatos posteriores foram sujeitos a distorções já que não existe uma transcrição literal do debate. Uma testemunha presencial sugere que a pergunta de Wilberforce a Huxley pode ter sido: “diante do frágil estado da lei de desenvolvimento, conforme enunciada por Darwin, alguém pode estar tão encantado por essa lei ou hipótese a ponto de se regozijar por ter seu tataravô sido um macaco ou um gorila?”. Outra testemunha sugere que o bispo pode ter dito que “pouco importava a ele se seu avô poderia ser ou não chamado de macaco.”

## Antecedentes

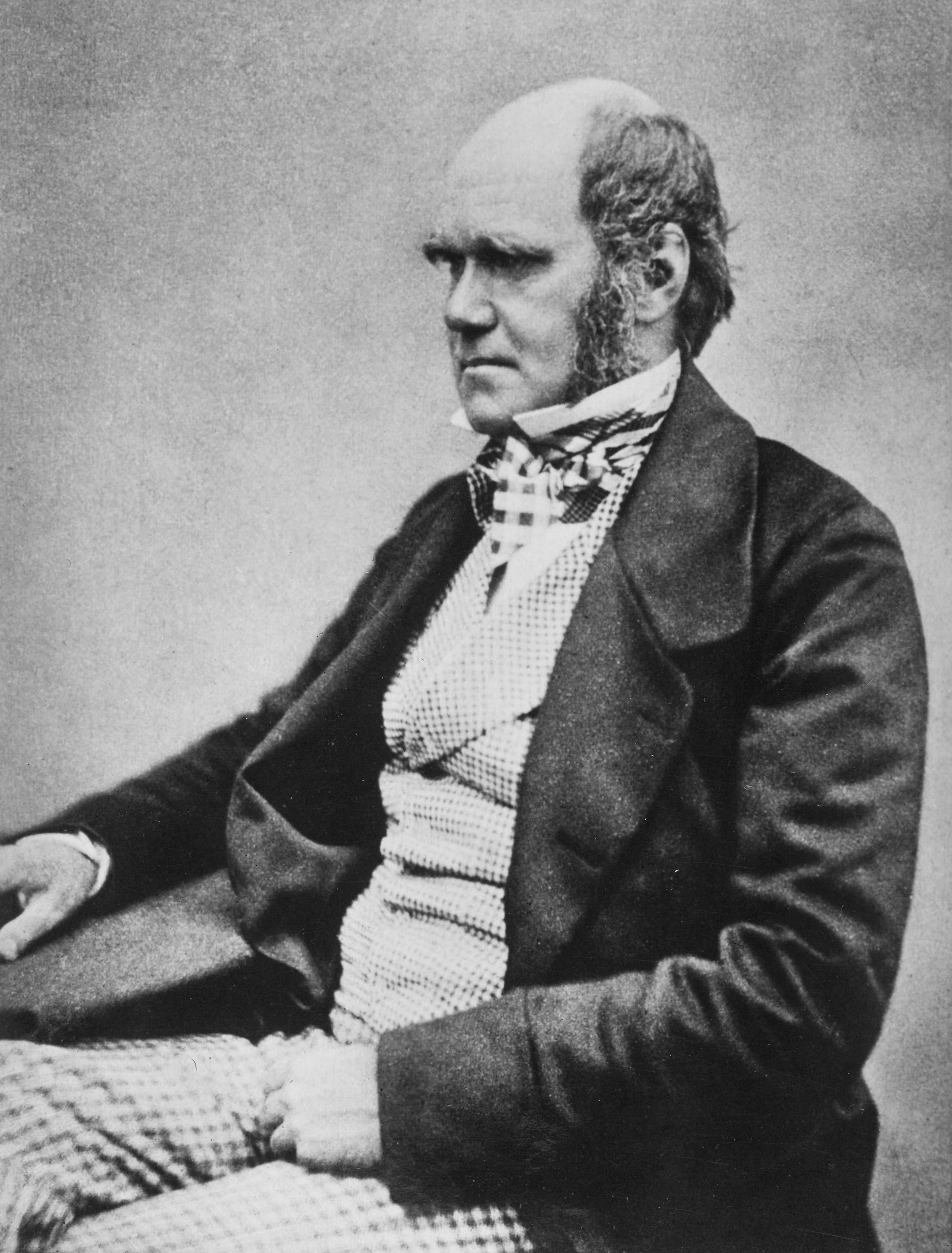
Charles Darwin, cuja teoria estava no centro do debate.

A ideia de transmutação das espécies era vista como contrária à ortodoxia religiosa e uma ameaça à ordem social, sendo, portanto, muito controversa na primeira metade do século XIX. Já os radicais, que buscavam ampliar a democracia e derrubar a hierarquia aristocrática, a recebiam de modo favorável. A comunidade científica mantinha cautela devido à falta de um mecanismo proposto.
A publicação anônima de Vestiges of the Natural History of Creation, em 1844, apoiando a ideia de transmutação, gerou forte controvérsia, mas atraiu um grande número de leitores, tornando-se um best-seller. Na reunião da British Association for the Advancement of Science em Oxford, em maio de 1847, o Bispo de Oxford Samuel Wilberforce usou seu sermão de domingo na Igreja de Santa Maria (St. Mary's Church), sobre o “modo incorreto de fazer ciência”, para lançar um ataque contundente, obviamente dirigido ao autor da obra, Robert Chambers, em uma igreja “lotada a ponto de ficar sufocante” com arqueólogos, geocientistas, astrônomos, químicos, físicos e biólogos. A princípio, o meio científico permaneceu cético, mas o livro havia convencido um grande público popular.
On the Origin of Species, de Charles Darwin, foi publicado em 24 de novembro de 1859, gerando intenso debate e controvérsia. O biólogo influente Richard Owen escreveu anonimamente uma resenha negativa do livro para a Edinburgh Review e orientou Wilberforce, que também escreveu anonimamente uma resenha de 17 000 palavras na Quarterly Review.
Thomas Huxley, um dos poucos com quem Darwin havia compartilhado sua teoria antes da publicação, emergiu como o principal defensor público da evolução. Ele escreveu uma resenha favorável de Origin para o The Times em dezembro de 1859, além de diversos outros artigos, e fez uma palestra na Royal Institution em fevereiro de 1860.
A reação de muitos clérigos ortodoxos foi hostil, mas a atenção deles se desviou em fevereiro de 1860 devido a uma polêmica ainda maior com a publicação de Essays and Reviews, de sete teólogos liberais. Entre eles, o reverendo Baden Powell já havia elogiado ideias evolucionistas e, em seu ensaio, enalteceu “o volume magistral do Sr. Darwin” por fundamentar “o grande princípio dos poderes autoevolutivos da natureza”.
A controvérsia foi o centro das atenções quando a British Association for the Advancement of Science (na época, muitas vezes chamada apenas de “the BA”) reuniu-se no novo Museu da Universidade de Oxford, em junho de 1860. Na quinta-feira, 28 de junho, Charles Daubeny apresentou um artigo “Sobre as causas finais da sexualidade em plantas, com referência especial à obra do Sr. Darwin...”. Owen e Huxley estavam presentes, e surgiu um debate sobre a teoria de Darwin. Owen falou sobre fatos que permitiriam ao público “chegar a algumas conclusões... sobre a veracidade da teoria do Sr. Darwin” e repetiu um argumento anatômico que ele apresentara em 1857: que “o cérebro do gorila era mais diferente do cérebro humano do que do cérebro do primata de menor nível, especialmente porque apenas o homem possuía um lobo posterior, um corno posterior e um hipocampo menor”. Huxley estava convencido de que isso era incorreto e havia pesquisado as falhas nessa afirmação. Pela primeira vez, ele falou publicamente sobre esse ponto e “negou totalmente que a diferença entre o cérebro do gorila e o do homem fosse tão grande”, em uma “contradição direta e inequívoca” de Owen, citando estudos anteriores e prometendo apresentar provas detalhadas para embasar sua posição.
Wilberforce concordou em discursar no encontro na manhã de sábado, e a expectativa era de que ele repetisse o sucesso que tivera ao combater ideias evolucionistas em 1847. Huxley, a princípio, relutou em enfrentar Wilberforce publicamente sobre evolução, mas, em um encontro casual, Robert Chambers o convenceu a não abandonar a causa. O reverendo Baden Powell teria estado na plataforma também, mas faleceu de ataque cardíaco em 11 de junho.

## Debate
Espalhou-se a informação de que o bispo Samuel Wilberforce falaria contra a teoria de Darwin na reunião de sábado, 30 de junho de 1860. Wilberforce era um dos maiores oradores públicos de sua época, mas era conhecido como “Soapy Sam” (de um comentário de Benjamin Disraeli de que o estilo do bispo era “untuoso, oleaginoso, saponáceo”). Segundo o escritor Bill Bryson, “mais de mil pessoas se aglomeraram no local; outras centenas foram embora”. O próprio Darwin estava doente demais para comparecer.
A discussão foi presidida por John Stevens Henslow, ex-mentor de Darwin em Cambridge. Sugeriu-se que Owen teria arranjado para que Henslow presidisse a discussão “esperando tornar a derrota de Darwin ainda mais completa”. O foco principal do encontro seria a palestra de John William Draper, da New York University, “Sobre o desenvolvimento intelectual da Europa, considerado em relação às visões do Sr. Darwin e de outros, de que a progressão dos organismos é determinada por lei”. Por todos os relatos, a apresentação de Draper foi longa e entediante. Após Draper terminar, Henslow chamou vários outros palestrantes, incluindo Benjamin Brodie, o presidente da Royal Society, antes de chegar a vez de Wilberforce.Em carta ao seu irmão Edward, o ornitólogo Alfred Newton escreveu: 
Na Seção de História Natural tivemos outro caloroso debate darwiniano... Depois de [longos preparativos] Huxley foi convidado por Henslow a expor suas opiniões com mais detalhes, o que levou o bispo (Bp.) de Oxford a levantar-se... Fazendo referência ao que Huxley dissera dois dias antes, sobre, afinal de contas, não ter importância para ele se era descendente de um Gorila ou não, o bispo provocou-o e perguntou se ele tinha preferência de ser descendente de macaco por parte de pai ou de mãe? Isso deu oportunidade a Huxley de dizer que preferiria ter parentesco com um macaco a ter parentesco com um homem como o bispo, que fazia tão mau uso de seu prodigioso dom de oratória para tentar enterrar, pela imposição da autoridade, uma discussão livre sobre aquilo que seria, ou não, uma questão de verdade, e lembrou-lhe que, em questões de ciência física, a “autoridade” sempre fora derrubada pela investigação, como testemunham a astronomia e a geologia.

Muitas pessoas depois falaram... a impressão predominante na plateia foi muito contrária ao bispo.
Segundo Lucas, “Wilberforce, ao contrário do ponto central da lenda, não assumiu uma posição prévia”, mas Lucas é minoria nessa análise, como Jensen evidencia. Wilberforce criticou a teoria de Darwin em supostos fundamentos científicos, argumentando que ela não era apoiada pelos fatos e observando que os maiores nomes da ciência se opunham à teoria.
De acordo com uma carta escrita 30 anos depois a Francis Darwin, quando Huxley ouviu isso, ele teria sussurrado a Brodie: “O Senhor o entregou em minhas mãos”. O próprio relato contemporâneo de Huxley, em carta a Henry Dyster em 9 de setembro de 1860, não menciona esse comentário. Huxley levantou-se para defender a teoria de Darwin, encerrando seu discurso com a agora lendária afirmação de que não se envergonhava de ter um macaco como antepassado, mas que se envergonharia de estar ligado a um homem que usasse grandes dons para obscurecer a verdade. Relatos posteriores indicam que essa declaração teve enorme efeito sobre a plateia, e diz-se que Lady Brewster teria desmaiado.Relatos confiáveis indicam que, embora Huxley tenha mesmo feito a “réplica do macaco”, o restante de seu discurso foi pouco marcante. Balfour Stewart, cientista proeminente e diretor do Observatório de Kew, escreveu depois que “acho que o bispo se saiu melhor”. Joseph Dalton Hooker, amigo de Darwin e seu mentor em botânica, registrou em carta a Darwin que Huxley foi em grande parte inaudível na sala: 
Bem, Sam Oxon levantou-se e discursou por meia hora com inigualável vivacidade, hostilidade e vazio e desonestidade... Huxley respondeu de forma admirável e inverteu a situação, mas não conseguia projetar sua voz para um espaço tão grande nem conquistar o público... ele não mencionou os pontos fracos de Sam nem colocou a questão de modo a convencer a plateia.
Em seguida, Henslow chamou o almirante Robert FitzRoy, que havia sido capitão de Darwin e seu companheiro na viagem do Beagle vinte e cinco anos antes. FitzRoy condenou o livro de Darwin e, “erguendo uma imensa Bíblia, primeiro com as duas mãos e depois com uma só sobre a cabeça, implorou solenemente à plateia que acreditasse mais em Deus do que nos homens”. Acredita-se que ele tenha dito: “Eu creio que isto é a Verdade, e se eu soubesse então o que sei agora, não o teria levado [Darwin] a bordo do Beagle”.
O último a falar foi Hooker. Segundo seu próprio relato, foi ele, e não Huxley, quem apresentou a resposta mais eficaz aos argumentos de Wilberforce: “Sam ficou sem fala — não teve uma palavra a dizer em resposta, e a sessão foi encerrada imediatamente”. Ruse afirma que “todos se divertiram imensamente e depois todos foram alegremente jantar juntos”.
Diz-se que, durante o debate, dois professores de Cambridge estavam próximos de Wilberforce, um deles sendo Henry Fawcett, economista cego havia pouco tempo. Fawcett foi questionado se achava que o bispo realmente lera Origin of Species. “Ah, não, eu apostaria que ele não leu uma palavra sequer”, teria respondido em voz alta. Wilberforce virou-se para ele com ar de reprovação, pronto para recriminar, mas recuou ao notar que seu provocador era o economista cego.
Notavelmente, todos os três principais participantes acreditaram ter tido vantagem no debate. Wilberforce escreveu: “No sábado, o professor Henslow… chamou-me nominalmente para falar diante da Seção sobre a teoria de Darwin. Então, não pude escapar e tive uma longa discussão com Huxley. Creio que o derrotei completamente.” Huxley afirmou: “[Fui] o homem mais popular em Oxford por exatas vinte e quatro horas depois.” Hooker escreveu que “recebi cumprimentos e agradecimentos dos clérigos mais tradicionais de Oxford.”

## Legado

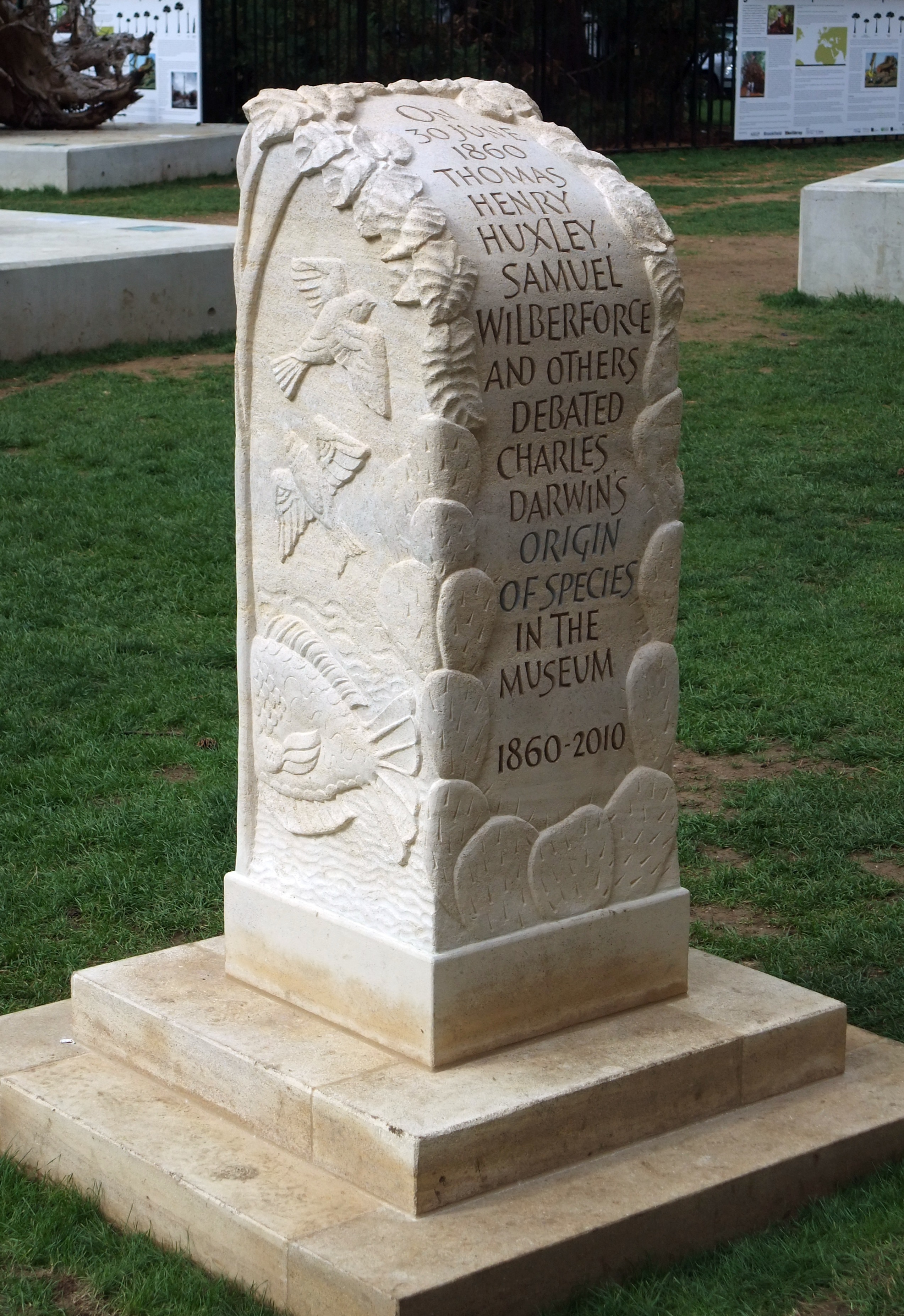
Um pilar de pedra erguido em 2010 em frente ao Museu da Universidade de Oxford de História Natural para marcar o 150º aniversário do evento

Relatos resumidos do debate foram publicados no The Manchester Guardian, no The Athenaeum e em Jackson's Oxford Journal. Um relato mais detalhado foi publicado pelo Oxford Chronicle. Ambas as partes alegaram vitória imediatamente, mas a opinião predominante sempre foi a de que o debate representou uma vitória importante para os defensores de Darwin.
Embora o debate seja frequentemente representado como um choque entre religião e ciência, a British Association à época tinha vários clérigos em posições de destaque (incluindo presidentes de duas das sete seções). Em seu discurso de abertura do evento anual, o presidente da Associação (Lord Wrottesley) concluiu dizendo: “Que nos dediquemos sempre a essa tarefa, confiantes de que quanto mais exercitarmos, e ao exercitar aperfeiçoarmos, nossas faculdades intelectuais, mais dignos seremos, melhor nos prepararemos para nos aproximarmos de nosso Deus”. Portanto, pode-se argumentar que, para muitos clérigos na plateia, o conflito subjacente era entre o Anglicanismo tradicional (Wilberforce) e o anglicanismo liberal (Essays and Reviews). Por outro lado, a acadêmica de Oxford, Dra. Diane Purkiss, afirma que o debate “foi realmente a primeira vez na história em que o Cristianismo foi convidado a se confrontar com a ciência em um fórum público.”
O debate foi chamado de “uma das grandes histórias da história da ciência”, sendo muitas vezes considerado um momento-chave para a aceitação da evolução. Entretanto, na época, recebeu apenas algumas menções passageiras em jornais e Brooke argumenta que “o evento praticamente desapareceu da consciência pública até ser ressuscitado na década de 1890 como uma homenagem apropriada a um herói recentemente falecido da educação científica”.
O debate iniciou uma amarga disputa de três anos entre Owen e Huxley sobre a origem humana, satirizada por Charles Kingsley como a “Great Hippocampus Question”, que terminou com a derrota de Owen e de seus apoiadores. A peça Darwin in Malibu, de Crispin Whittell, foi inspirada no debate. Um pilar comemorativo marca o 150º aniversário do evento.

## Leituras adicionais
- Hesketh, Ian (2009). Of Apes and Ancestors: Evolution, Christianity, and the Oxford Debate. Toronto: University of Toronto Press. ISBN 978-0-8020-9284-7